# Ла Пекења, Асијенда ла Пекења (Петатлан)
Ла Пекења, Асијенда ла Пекења (шп. La Pequeña, Hacienda la Pequeña) насеље је у Мексику у савезној држави Гереро у општини Петатлан. Насеље се налази на надморској висини од 22 м.

## Становништво
Према подацима из 2010. године у насељу су живела 2 становника.

### Хронологија
| Година       | 2000      | 2005       | 2010 |
| ------------ | --------- | ---------- | ---- |
| Становништво | 9 (5 / 4) | 14 (7 / 7) | 2    |

### Попис
| # | Индикатор                     | Вредност |
| - | ----------------------------- | -------- |
| 1 | Укупно домаћинстава           | 2        |
| 2 | Укупно насељених домаћинстава | 1        |
| 3 | Величина локације             | 1        |